# اردوگاه مهاجرین عراقی
اردوگاه مهاجرین عراقی یک منطقهٔ مسکونی در ایران است که در Anaqcheh Rural District واقع شده‌است. براساس سرشماری مرکز آمار ایران در سال ۱۳۹۵، اردوگاه مهاجرین عراقی ۱٬۲۷۶ نفر جمعیت دارد.